# Navadna pokalica
Navadna pokalica ali navadna lepnica (znanstveno ime Silene vulgaris) je zelnata trajnica iz družine klinčnic, ki je domorodna v Evropi, kasneje pa so jo zanesli tudi v Severno Ameriko, kjer velja za plevel.

## Opis
V višino zraste od 15 do 50 cm, slovensko ime pa je rastlina dobila po tem, da njene značilne 20 žilne cvetne čašice ob pritisku počijo, še posebej, kadar so še povsem zaprte.
Mladi poganjki in listi so užitni, starejše pa je zaradi žilavosti dobro prej nekaj časa kuhati in so prav tako okusni.
Rastlina v Sloveniji cveti od maja do septembra.